# Johann Christoph von Schmid
Johann Christoph Schmid, ab 1824 von Schmid (* 25. Juni 1756 in Ebingen, Oberamt Balingen; † 10. April 1827 in Ulm), war ein deutscher Theologe.

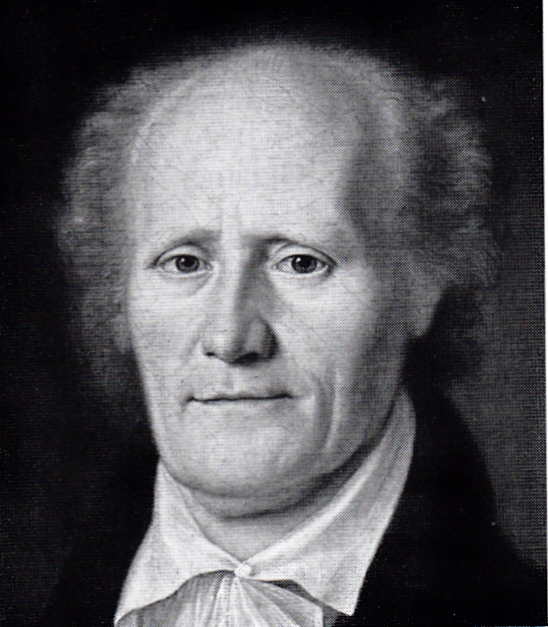
Johann Christoph von Schmid

## Familie
Johann Christoph Schmid war der Sohn des Kunst- und Schönfärbers und Teilhabers einer Zeugfabrik Johann Gottfried Schmid (1732–1771) und der Maria Christina geb. Volz (1731–1809). Er hatte sechs Geschwister. 1804 heiratete er Catherina Dapp (1768–1811), mit ihr hatte er elf Kinder, von denen allerdings neun früh starben. 1811 heiratete er ein zweites Mal, und zwar Luise Juliane Dorothee Kaiser.

## Beruf
Schmid besuchte zuerst die Lateinschule in Ebingen und nach dem Umzug der Familie das Gymnasium und ab 1773 das akademische Gymnasium in Ulm. Der frühe Tod des Vaters brachte die Familie in große finanzielle Schwierigkeiten. 1775 war er darüber enttäuscht, dass sein Stiefvater Christian Hartwig Selle die Zusage, ihm ein Studium in Göttingen mitzufinanzieren, zurückzog, und ging deshalb in die Schweiz. Der Leiter des Zürcher Waisenhauses, Johann Caspar Lavater, überzeugte ihn dort, dass es besser sei, nach Ulm zurückzukehren und das Studium fortzusetzen. Bis 1792 studierte er in Erlangen evangelische Theologie. Um sich nebenher Geld zu verdienen, betätigte er sich als Erzieher der Söhne des Professors Johann Georg Rosenmüller. 1782 wurde er nach Beendigung seines Studiums Lehrbeauftragter für Dogmen- und Kirchengeschichte in Erlangen. Bereits 1783 ging er aber mit Rosenmüller, der dort Professor und Superintendent geworden war, nach Gießen. 1785 folgte er ihm auch nach Leipzig. 
1788 kehrte er nach Ulm zurück und wurde Präzeptor (Lehrer) am Gymnasium. 1790 wurde er dort zum Professor der Moral ernannt. Von 1797 bis 1804 war er Professor der Geschichte am akademischen Gymnasium. 1804 ernannte man Johann Christoph Schmid zum bayerischen Konsistorial-, Kirchen- und Schulrat. Bereits 1792 war er Diakon und 1798 Pfarrer an der Dreifaltigkeitskirche und der Hospitalkirche in Ulm geworden. 1809 wurde er Erster Frühmessprediger am Ulmer Münster und 1810, wenige Wochen nach dem Übergang der Stadt Ulm von Bayern an Württemberg, wurde er Prälat und Generalsuperintendent für Oberschwaben in Ulm. Er verstarb im Amt.

## Politik
Als 1815 die Württembergischen Landstände gebildet wurden, berief man auch den dienstältesten Generalsuperintendenten der evangelischen Landeskirche in den Landtag. 1819 folgte Schmid als Nachfolger des verstorbenen Heinrich David von Cleß in dieses Amt. Er gehörte dem Landtag bis zu seinem Tod an.

## Ehrungen
- 1804 wurde Schmid Mitglied der Bayerischen Akademie der Wissenschaften.
- 1824 erhielt er das Ritterkreuz des Ordens der Württembergischen Krone, welcher mit dem persönlichen Adelstitel (Nobilitierung) verbunden war.

## Veröffentlichungen
- Briefe an einen Jüngling, welcher die Theologie studiert. Göschen, Leipzig 1792 (Volltext).
- Versuch eines schwäbischen Idiotikon oder Sammlung der in verschiedenen schwäbischen Ländern und Städten gebräuchlichen Idiotismen. Mit etymologischen Anmerkungen. Nicolai, Berlin/Stettin 1795.
- (mit Johann Christian von Pfister): Denkwürdigkeiten der Würtembergischen und Schwäbischen Reformationsgeschichte, als Beitrag zur dritten Jubelfeier der Reformation. Zwei Hefte. Laupp, Tübingen 1817.
- Dritte Jubelfeyer der Reformation, in Ulm begangen 1817. Wohler, Ulm 1817.
- Schwäbisches Wörterbuch mit etymologischen und historischen Anmerkungen. Schweizerbart, Stuttgart 1831 (Volltext) (2. Aufl. 1844).